# このまま君だけを奪い去りたい
「このまま君だけを奪い去りたい」（このままきみだけをうばいさりたい）は、DEENのデビューシングル。

## 概要
DEENのデビューシングルながら、自身最大のセールスを記録したシングルとなっている。
表題曲はNTTドコモの「ポケットベル」のCMソングに決定しており、WANDSのシングル「時の扉」の両A面のもう一方の曲の予定だったが、タイアップ先からNGが出たためボーカルを変更せざるを得なくなり、新たなボーカル候補の1人であった池森秀一がこの曲を歌った結果がDEEN結成のきっかけとなり、DEENのデビューシングルとなった。
2005年10月26日には、31stシングル「このまま君だけを奪い去りたい/翼を広げて」としてリアレンジされたセルフカバーでリリースされた。

## 収録内容
| #         | タイトル                                                 | 作詞      | 作曲      | 編曲       | 時間  |
| --------- | -------------------------------------------------------- | --------- | --------- | ---------- | ----- |
| 1.        | 「このまま君だけを奪い去りたい」                         | 上杉昇    | 織田哲郎  | 葉山たけし | 4:39  |
| 2.        | 「DREAMIN'」                                             | 池森秀一  | 池森秀一  | 大島康祐   | 4:07  |
| 3.        | 「このまま君だけを奪い去りたい（オリジナル・カラオケ）」 |           |           |            | 4:39  |
| 4.        | 「DREAMIN'（オリジナル・カラオケ）」                     |           |           |            | 4:07  |
| 合計時間: | 合計時間:                                                | 合計時間: | 合計時間: | 合計時間:  | 17:32 |

### 楽曲解説
1. DREAMIN'
  - 元々は池森がソロで唄った関西テレビ系列「ウーマンドリーム」の挿入歌で、原曲はアルバム『ウーマンドリーム オリジナルサウンドトラック』に収録されている[8]。

## 収録アルバム
このまま君だけを奪い去りたい
- 『DEEN』[9]
- 『SINGLES+1』[10]
- 『Ballads in Blue〜The greatest hits of DEEN〜』[11]
- 『Love II 〜memory of melody〜』[12]
- 『DEEN PERFECT SINGLES +』[13]
- 『Eternal-the best love songs of male-』[14]
- 『とくダネ! 朝のヒットスタジオ Vol.1』[15]
- 『クライマックス 90's ファンタスティック・ソングス』[16]
- 『Classics One WHITE Christmas time』（Acoustic Version）[17]
- 『DEEN The Best Classics』（Acoustic Version）[18]
- 『DEEN The Best キセキ』[19]
- 『ラヴ･ソングス〜恋しくて〜』[20]
- 『DEEN at 武道館〜15th Anniversary Greatest Singles Live〜』[21]
- 『ALL TIME LIVE BEST』[22]
- 『MILLION 〜BEST OF 90's J-POP〜 RED』[23]
- 『マリアージュ』[24]
- 『DEENAGE MEMORY -20周年記念ベストアルバム-』[25]
- 『DEEN The Best FOREVER 〜Complete Singles +〜』[26]
- 『DEEN The Best DX 〜Basic to Respect〜』[27]

DREAMIN'
- 『Another Side Memories〜Precious Best〜』[28]

## カバー
- AIK - 『AIKHOLIC』収録[29]
- 今井ゆうぞう - 『君と歩いた時間』収録[30]
- 織田哲郎 - 『Songs』[31]、『MELODIES』収録[32]
- 島谷ひとみ - 『男歌II〜20世紀ノスタルジア〜』収録[33]
- ビューティーこくぶ - 『PARADOX〜NEW COVER〜』収録[34]
- WANDS - 『時の扉』[35]、『complete of WANDS at the BEING studio』『WANDS BEST HITS』収録[36]
- Ms.OOJA - 『MAN -Love Song Covers 2-』収録[37]
- DAIGO - 『Deing』収録[注 1][38]
- Uru - 『オリオンブルー（初回生産限定盤/カバー盤）』収録[39]
- 笠間淳 - 『[Re:collection] HIT SONG cover series feat.voice actors 2 〜90's-00's EDITION〜』収録[40]